# Something in the Way You Move
„Something in the Way You Move” este un cântec al interpretei britanice Ellie Goulding de pe cel de-al treilea ei material discografic de studio, Delirium. Cântecul a fost lansat la data de 19 ianuarie 2016 la posturile de radio din Statele Unite ale Americii ca cel de-al treilea extras pe single al albumului. El s-a poziționat pe locul 51 în UK Singles Chart.

## General
Ellie Goulding a lansat primul disc single intitulat „On My Mind” al albumului Delirium pe data de 17 septembrie 2015, care a ajuns pe numărul 14 în Billboard Hot 100 și numărul 5 în UK Singles Chart. „Something in the Way You Move” a fost lansat ca și un single promoțional trei săptămânii mai târziu, urmat de „Lost and Found” pe data de 23 octombrie 2015 și „Army” pe data de 30 octombrie 2015.